# Oseček
Oseček település Csehországban, a Nymburki járásban. Oseček Pňov-Předhradí, Poděbrady és Libice nad Cidlinou településekkel határos. Lakosainak száma 167 fő (2024. január 1.).

## Népesség
A település lakosságának változását az alábbi diagram mutatja:
| Lakosok száma | 250  | 299  | 332  | 262  | 161  | 110  | 156  | 164  | 171  | 167  |
|               | 1869 | 1890 | 1921 | 1950 | 1980 | 2001 | 2017 | 2019 | 2022 | 2024 |